# Eik van Guernica

Het wapenschild van Guernica

De Eik van Guernica is een mythische vrijheidsboom, in het centrum van de Baskische stad Guernica. De boom is monument van de vrijheden van Biskaje of Baskenland.

## Geschiedenis
Volgens de traditie zwoeren de heren van Biskaje (later de koningen van Spanje) trouw onder de Eerste Eik van Guernica en ze beloofden de vrijheden te bewaren. Ook de lehendakari, de Premier van Baskenland, zweert na zijn verkiezing trouw aan Euskadi onder de boom. Deze eik bereikte een leeftijd van 450 jaren. De Derde Eik van Guernica overleefde het bekende bombardement, hij was een doelwit van de falangisten en de nazi's. Uitzonderlijk kreeg de Eik een persoonlijke wacht om hem te vrijwaren van aanslagen, met succes. Helaas ging deze teloor aan een ziekte. Volgens de traditie werd dus een nieuwe eik geplant, de Vierde Eik. Deze eik is opgenomen in de plaatselijke heraldiek en is een bekend lokaal symbool.

## Lied
Aan de boom is een lied opgedragen.
Guernicaco arbola
Da bedeincatuba
Euscaldunen artean
Guztiz maitatuba:
Eman ta zabaltzazu
Munduban frutuba,
Adoratzen zaitugu
Arbola santuba.
etc.

## Varia
In verschillende Spaanse steden komen heraldische bomen voor, dit is het geval in het wapenschild van Madrid: